# 三国同盟 (1668年)
1668年の三国同盟（さんごくどうめい、英語: Triple Alliance）は、イングランド王国、スウェーデン王国、ネーデルラント連邦共和国の3国がフランス王国のルイ14世によるネーデルラント継承戦争を終結させるために、1668年1月23日に結成した同盟。
同盟としてフランスと直接戦闘することはなかったが、フランスへの脅威は十分であり、ルイ14世は同年5月2日にアーヘンの和約を締結、スペインとの戦争を終結させた。